# Курсанов, Андрей Львович

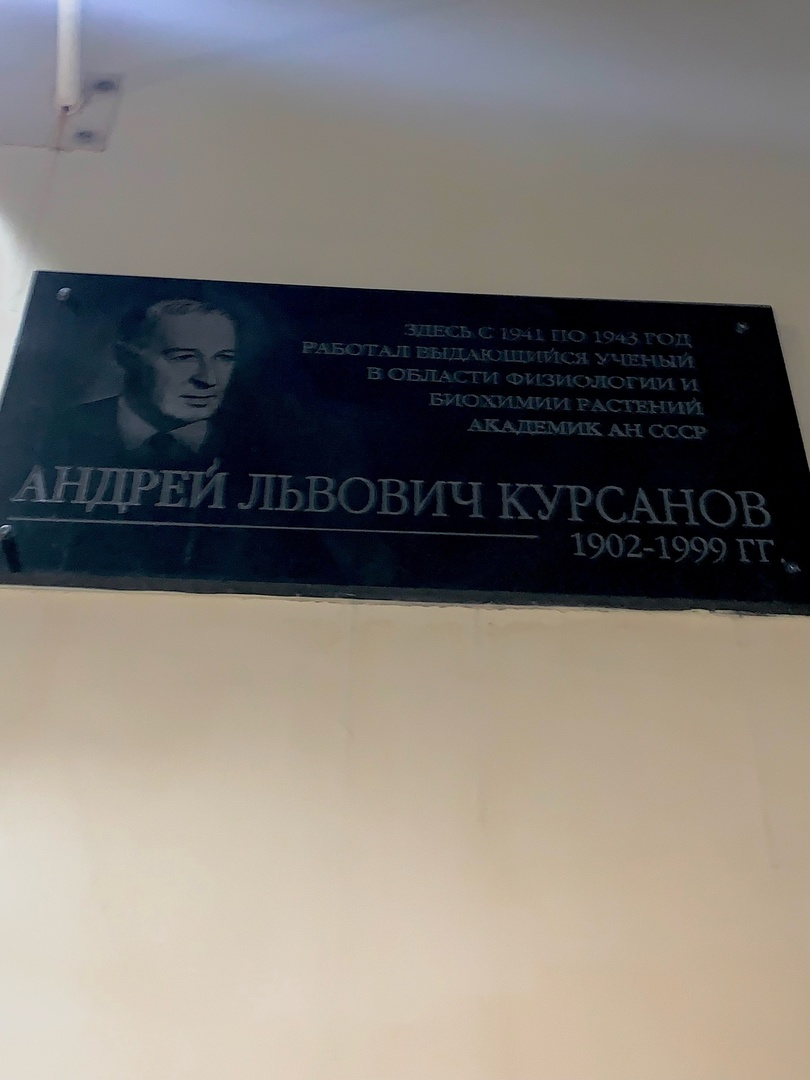
Мемориальная доска Андрею Львовичу Курсанову на фасаде здания Коми научного центра УрО РАН, Сыктывкар, 2024

Андрей Львович Курсанов (26 октября [8 ноября] 1902, Москва — 20 сентября 1999, там же) — советский и российский биохимик, академик АН СССР (1953) и ВАСХНИЛ (1985), сын ботаника Льва Ивановича Курсанова. Герой Социалистического Труда (1969).

## Биография
В 1926 году окончил физико-математический факультет Московского государственного университета. В 1929 году — аспирантуру при МГУ. С 1935 по 1953 был заведующим лабораторией энзимологии института биохимии АН СССР. В 1940 Курсанову была присвоена степень доктора биологических наук. 4 декабря 1946 года был избран членом-корреспондентом Академии наук СССР.
С 1952 по 1988 руководил Институтом физиологии растений им. К. А. Тимирязева АН СССР. 23 октября 1953 был избран академиком АН СССР. С 1984 по 1988 годы возглавлял кафедру физиологии растений Московского государственного университета. В 1985 году был избран академиком ВАСХНИЛ.
Умер 20 сентября 1999 года в Москве. Похоронен на Новодевичьем кладбище в Москве вместе с отцом и дядей Николаем (1874—1921), профессором химии, известным открытием циклогексилбензола.

## Научные достижения
Андреем Львовичем Курсановым совместно с сотрудниками Полярно-альпийского ботанического сада и инженерами треста «Апатит» была разработана технология получения из лишайников глюкозной патоки.
Основал журнал «Физиология растений».
Занимался исследованием ферментов в растительных тканях. Вместе с Михаилом Николаевичем Запрометовым выявил способность чайных катехинов укреплять стенки кровеносных капилляров.

## Награды и премии
- Герой Социалистического Труда (13.03.1969)[4]
- 4 ордена Ленина (19.09.1953; 13.03.1969; 06.11.1972; 17.09.1975)[5]
- Орден Октябрьской Революции (05.11.1982)[5]
- 2 ордена Трудового Красного Знамени (10.06.1945; 26.12.1962)[5]
- медали
- Благодарность Президента Российской Федерации (4 июня 1999 года) — за большой вклад в развитие отечественной науки, многолетний добросовестный труд и в связи с 275-летием Российской академии наук[12]
- Большая золотая медаль имени М. В. Ломоносова (1983)[13];
- Почётный директор института физиологии растений имени К. А. Тимирязева (с 1988)[5].

## Некоторые публикации
- Курсанов А. Л. По Франции и Западной Африке / Художник Г. В. Храпак. — М.: Географгиз, 1956. — 272 с. — 50 000 экз. (в пер.)